# Zijád Matar
Zeyad Mater, (* 18. prosince 1991) je jemenský zápasník–judista. Na mezinárodní scéně se objevuje s přestávkami od roku 2009. V roce 2016 obdržel pozvánku od tripartitní komise pro účast na olympijských hrách v Riu, kde vypadl v úvodním kole. Na zahajovácím ceremoniálu olympijských her v Riu nesl vlajku své země.